# 555955 Lurcat
555955 Lurcat este o planetă minoră (asteroid) din centura de asteroizi. A fost descoperită pe 20 noiembrie 2005 la Nogales de Jean-Claude Merlin⁠(d) și a fost numită după Jean Lurçat⁠(d). 
Obiectul prezintă o orbită caracterizată de o semiaxă mare de 2,3497942229588 UAi, o excentricitate de 0,15163779957329, o înclinație de 2,3510422541316 ° în raport cu ecliptica.